# 矩形碘泡虫
矩形碘泡虫（学名：Myxobolus oblongus）为碘泡科碘泡虫属的动物。分布于美国以及四川、湖北等，营寄生生活，寄生在肠（乌鳢）、鳍、口腔、肾、肝、心、鳔（重口裂腹鱼）。